# Albpetrol
Albpetrol – albańskie przedsiębiorstwo przemysłowe zajmujące się wydobyciem i przetwórstwem ropy naftowej i gazu ziemnego.

## Charakterystyka
Przedsiębiorstwo zostało utworzone w 1999, jako spółka państwowa zarządzająca albańskimi polami naftowymi i związanymi z nimi aktywami. Główna siedziba spółki zlokalizowana jest w Patos, firma ma również biuro w Tiranie, oraz w miejscach, gdzie prowadzi działalność, m.in. Fier, Ballsh, Kuçovë, Wlora i Delvinë. 
Albpetrol eksploruje osiem pól naftowych i cztery złoża gazu ziemnego, dysponuje 3130 szybów naftowych, z których 1880 jest eksploatowanych, a około 1275 wydobywa ropę. 
Przedsiębiorstwo jest spółką należącą do państwa, jedynym udziałowcem jest Ministerstwo Energii i Infrastruktury Albanii. Planowane je sprywatyzować, ale transakcja nie doszła do skutku. Amerykańskie konsorcjum Vetro Energy, które w 2012 roku zdecydowało się zakupić wszystkie akcje Albpretrolu za 850 mln € (suma ta stanowiła wówczas ok. 10% PKB Albanii) nie dokonało pierwszej opłaty w wymaganym terminie. 
Albpetrol jest sponsorem klubu sportowego Albpetrol Patos. 